# Fred Martin
Fred Martin, född 4 oktober 1966, är en friidrottare från Australien. Han deltog vid olympiska sommarspelen 1984.